# Андерсон, Руперт
Ру́перт Да́рнли А́ндерсон (англ. Rupert Darnley Anderson; 29 апреля 1859 — 23 декабря 1944) — английский футболист. Выступал за футбольный клуб «Олд Итонианс», провёл 1 матч за национальную сборную Англии.

## Биография

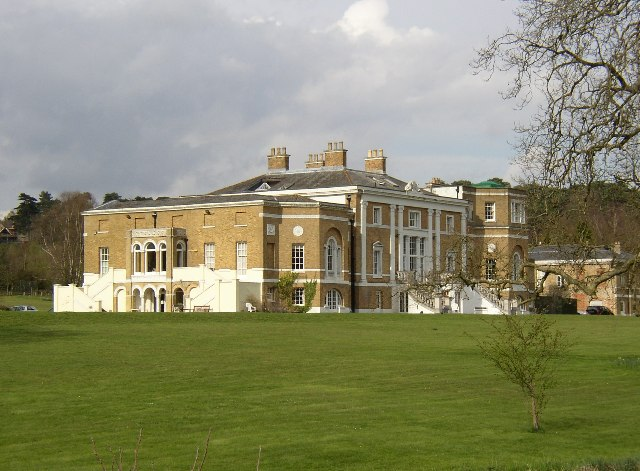
Андерсон жил в семейном доме Уэверли Эбби до самой своей смерти в 1944 году

Родился в Ливерпуле, окончил Итонский колледж, а затем колледж Тринити Холл Кембриджского университета. После окончания учёбы отправился во Флориду, где владел апельсиновыми садами, позднее стал фруктовым брокером. В марте 1889 года вернулся в Англию, где женился на Эйми Харланд. У пары родилось пятеро детей. После смерти старшего брата унаследовал дом аббатства Уэверли. Во время Первой мировой войны дом использовался в качестве военного госпиталя. В военное время Андерсон был зачислен в 5-й королевский полк западного Суррея, также служил в Королевских ВВС.
Умер в декабре 1944 года в возрасте 85 лет.

## Футбольная карьера
Выступал за футбольный клуб «Олд Итонианс». В сезоне 1878/79 помог команде дойти до финала Кубка Англии, но в самом матче не смог сыграть из-за травмы. «Олд Итонианс» обыграл в том финале клуб «Клэпем Роверс». Брат Руперта Уильям также играл за «Олд Итонианс» и забил единственный гол в финале Кубка Англии 1882 года.
18 января 1879 года 19-летний Руперт Андерсон провёл свою единственную игру за национальную сборную Англии в матче против сборной Уэльса на лондонском стадионе «Сарри Крикет Граунд». В том матче он сыграл на позиции вратаря (хотя за «Олд Итонианс» обычно играл на позиции нападающего). Англия впервые сыграла против Уэльса и впервые провела матч не против сборной Шотландии. Он прошёл в плохую погоду: газон был покрыт несколькими дюймами снега, всю игру шёл мокрый снег, что сказалось на посещаемости: на матч пришли около 100 человек. Вместо двух таймов по 45 минут команды договорились сыграть два тайма по 30 минут. Матч завершился победой англичан со счётом 2:1.